# Apodiktische Aussage
Eine apodiktische Aussage (altgriechisch ἀποδείκτικος apodeíktikos, deutsch ‚demonstrierbar‘, ‚beweiskräftig‘ – zusammengesetzt aus ἀπό apó, deutsch ‚ab‘, ‚weg‘, ‚zurück‘ und δεικτικός deiktikós, Part. zu δείκνῡμι deíknȳmi, deutsch ‚zeigen‘) ist in der Logik seit Aristoteles eine Aussage, deren Wahrheitswert unstrittig ist. Er unterscheidet, so in seiner Analytica posteriora, die apodiktische von der assertorischen Aussage, deren Wahrheitswert umstritten ist. Dieselbe Unterscheidung trifft Immanuel Kant in der Kritik der reinen Vernunft.
Objektsprachlich wird zwischen mathematisch, logisch, und philosophisch apodiktischen Aussagen unterschieden.
Untersuchungen über apodiktische Aussagen fallen in den Bereich der Modallogik.
Die Lehre von den apodiktischen Aussagen wird Apodiktik genannt, auch Lehre vom Beweis (Philosophie).
In der Alltagssprache bedeutet apodiktisch
- unumstößlich geltend, bestimmt, von schlagender Beweiskraft
- allgemein allerdings eher abwertend: nicht widerlegbar, keinen Widerspruch duldend, keine andere Meinung gelten lassend